# Мотидзуки, Такуро
Такуро Мотидзуки (яп. 望月 拓郎 Мотидзуки Такуро:, род. 26 августа 1972 года, Токио) — японский математик, специалист по алгебраической геометрии, профессор Киотского университета, лауреат премии за прорыв в математике в основной номинации (2022).
В 1992 году поступил в Киотский университет, который досрочно закончил в 1994 году, в 1999 году там же защитил диссертацию, получив степень доктора философии. В 1999—2004 годы работал в Осаке, после чего вернулся в Киото.
В 2011 году стал лауреатом премии Японской академии наук; в 2014 году выступил с пленарным докладом Международного конгресса математиков.
Основной вклад — обнаружение связей между алгебраической и дифференциальной геометриями, наиболее известная из которых — распространение соответствия Кобаяси — Хитчина на связь между «хорошими» фильтрованными плоскими расслоениями и «хорошими» свободными гармоническими расслоениями; в номинации на премию за прорыв в математике отмечен «вклад в теорию расслоений с плоскими соединениями над алгебраическими многообразиями, включая случай нерегулярных сингулярностей».